# Главни штаб НОВ и ПО Словеније
Главни штаб Народноослободилачке војске и партизанских одреда Словеније (Главни штаб НОВ и ПОС, ГШ НОВ и ПОС) био је штаб, који је надзирао и управљао операцијама партизанских одреда, који су деловали на подручју Словеније за време Другог светског рата. Био је подређен Врховном штабу Народноослободилачке војске и партизанских одреда Југославије.

## Историјат
Главни штаб основан је 22. јуна 1941. године у Љубљани, под именом Врховно заповедништво словеначких партизанских чета. Основни део заповедништва била је Војна комисија при Централном комитету Комунистичке партије Словеније. Септембра 1941. године, Врховно заповедништво преименовано је у Главно заповедништво словеначких партизанских чета. Од краја 1942. године, успостављено је Главно заповедништво словеначке народноослободилачке војске и партизанских одреда Словеније. У мају 1943. године, Главно заповедништво СНОВ и ПОС најзад је преименовано у Главни штаб НОВ и ПО Словеније. То је име Штаб носио све до марта 1945. године, када је преименован у Главни штаб Југословенске армије за Словенију. Главни штаб укинут је 18. маја 1945. године.
До средине 1943. године, Главни штаб био је подређен Извршном одбору Ослободилачког фронта Словеније, а заповеднике Штаба именовао је Врховни штаб НОВ и ПО Југославије. Седиште Штаба првобитно се налазило у Љубљани, да би се маја 1942. године преселило у Кочевски Рог. Штаб је тамо деловао све до новембра 1942. године, када је премештен у Полхограјске доломите. Штаб је тамо деловао од новембра 1942. до априла 1943. године, када је његово седиште опет премештено на Кочевски Рог.
Након капитулације Италије, септембра 1943, и почетка немачке операције Волкенбрух, Штаб је поново био присиљен на премештање свог деловања. Нека од седишта Штаба била су у граду Сотески, Прибишју, Коту при Семичу, Чрмошњицама, Драгатушу, Локвама код Чрномља и у Трсту.
Главни штаб Словеније издавао је гласило „Словеначки партизан“.

## Функције

### Команданти
- Франц Лескошек Лука (22. јун 1941. – 1. октобар 1942)
- Иван Мачек Матија (1. октобар 1942. – 13. јул 1943)
- Франц Розман Стане (13. јул 1943. – 7. новембар 1944)
- Душан Кведер Томаж (новембар 1944. – 1. мај 1945)

### Политички комесари
- Борис Кидрич (22. јун 1941. – половина јула 1941)
- Миха Маринко (јул 1941. – август 1941)
- Борис Кидрич (август 1941. – октобар 1941)
- Миха Маринко (октобар 1941. – 10. децембар 1941)
- Борис Кидрич (децембар 1941. – март 1942)
- Иван Мачек (март 1942. – 1. октобар 1942)
- Борис Кидрич (1. октобар 1942. – 23. мај 1943)
- Борис Крајгер (23. мај 1943. – 16. октобар 1944)
- Борис Кидрич (18. октобар 1944. – 26. март 1945)
- Виктор Авбељ (26. март 1945. – 7. мај 1945)